# Yvonne Minton
Yvonne Minton es una mezzosoprano lírica australiana nacida el 4 de diciembre de 1938 en Sídney, Australia.
Se inició como contralto y en 1961 abandonó Australia para estudiar en Londres ganando el Premio Kathleen Ferrier en Holanda, 1962.
Integró el elenco estable del Covent Garden en Londres cantando más de treinta personajes y creando el rol de Thea en The Knot Garden de Tippett en 1970 y de la Ópera de Colonia, Alemania destacándose como Sesto, Kundry, Waltraute, Fricka, Dido, Didon, etc. 
Cantó en el Festival de Bayreuth como Brangania en Tristán e Isolda, bajo la dirección de Carlos Kleiber (1974). Retornó como Fricka para El Anillo del Nibelungo  (1976), dirigido por Pierre Boulez. En el Festival de Salzburgo Octavian de El caballero de la rosa de Richard Strauss, personaje con el cual debutó en el Metropolitan Opera de New York en 1972 y que registró dirigida por Sir Georg Solti junto a Régine Crespin y Helen Donath con la Orquesta Filarmónica de Viena.
En 1991 debutó en Australia como Klytamnestra en Elektra incorporando roles de carácter como Kabanicha (Katya Kabanova) y la Condesa Geschwitz (Lulu), que había cantado en París en el estreno de la versión completa en tres actos dirigida por Boulez.
Ha sido condecorada Commander of the Order of the British Empire (CBE) 

## Discografía de referencia
- Berg: Lulu / Boulez, Stratas
- Mozart: La Clemenza Di Tito / Davis
- Mozart: Le Nozze Di Figaro / Davis
- Debussy: Pelléas Et Mélisande / Pierre Boulez
- Mahler: Symphony No 8 / Solti, Chicago Symphony
- R. Strauss: Der Rosenkavalier /Solti
- Schoenberg: Gurre-lieder, 4 Songs / Boulez
- Schoenberg: Pierrot Lunaire / Boulez
- Wagner: Tristan und Isolde / Kleiber, Bayreuth
- Wagner: Tristan und Isolde / Bernstein
- Wagner: Parsifal / Kubelik